# 斯蒂茲 (北卡羅萊納州)
斯蒂茲（英語：Steeds）是位於美國北卡羅萊納州蒙哥馬利縣的非建制地區。

## 歷史
斯蒂茲的郵局於1897年設立，其後於1953年停運。

## 地理
斯蒂茲所處的海拔為高於海平面198米（即650英呎），而該地所採用的時區為UTC-5，即北美东部时区（EST）。同時該地設有夏令時間，為UTC-5調快一小時，即UTC-4（EDT）。